# Cimcorp
Cimcorp Oy est une entreprise basée à Ulvila en Finlande.

## Présentation
Cimcorp Oy est la société mère du groupe Cimcorp, un fournisseur de systèmes d'automatisation pour l'industrie du pneumatique.
Le groupe est spécialisé dans l'automatisation à base de robotique pour les industries des pneumatiques, de l'agroalimentaire et de la distribution.
Elle conçoit, programme et assemble des robots, dont la plupart sont exportés.
Le siège social de Cimcorp Oy est situé à Ulvila.
Cimcorp est une filiale de la société japonaise Murata Machinery Ltd. (Muratec).

## Organisation
Le groupe Cimcorp appartient à Murata Machinery, Ltd..
Le siège social de Cimcorp est situé à Ulvila.
Cimcorp a des filiales au Canada, aux États-Unis, en Inde et en Espagne.
En Finlande, Cimcorp dispose des points de service à Helsinki, Lahti et Jyväskylä.
Au printemps 2019, 330 employés travaillaient à Ulvila et 100 en Amérique du Nord.
Il y avait une dizaine d'employés en Inde, en Espagne et dans les points de service finlandais.
En 2020, Cimcorp employait plus de 500 personnes.